# Marc Turtletaub
Marc Jay Turtletaub (30 de enero de 1946) es un productor de cine estadounidense y expresidente y director ejecutivo de Money Store.

## Primeros años y educación
Nacido en Lakewood, Nueva Jersey, creció en Perth Amboy, Nueva Jersey y en el municipio contiguo de Woodbridge. Asistió a la Escuela Preparatoria Rutgers, graduándose en la clase de 1963. El capitán y un centro en el equipo de baloncesto, hizo All-State en su último año y fue incluido en el Salón de la Fama Atlético de Rutgers Prep en 1993. En el momento de su inducción, el ex entrenador de baloncesto lo llamó "individuo de clase". Se especializó en ciencias políticas en la Escuela Wharton de la Universidad de Pensilvania, y se graduó en 1967. Fue reportero y luego editor gerente del periódico del campus, The Daily Pennsylvanian. Recibió un "Premio de honor para hombres mayores" por "servicio destacado a la comunidad universitaria" y fue seleccionado para ser miembro de la prestigiosa Sphinx Senior Society. Asistió a la Escuela de Derecho de la Universidad de Nueva York y se graduó en 1970. Fue admitido en el Colegio de Abogados de California, quedando inactivo en 2013. Fue periodista durante seis años después de terminar la escuela, pero siempre sintió que era un narrador.

## The Money Store

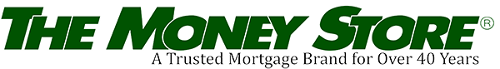
El logotipo de la tienda de dinero

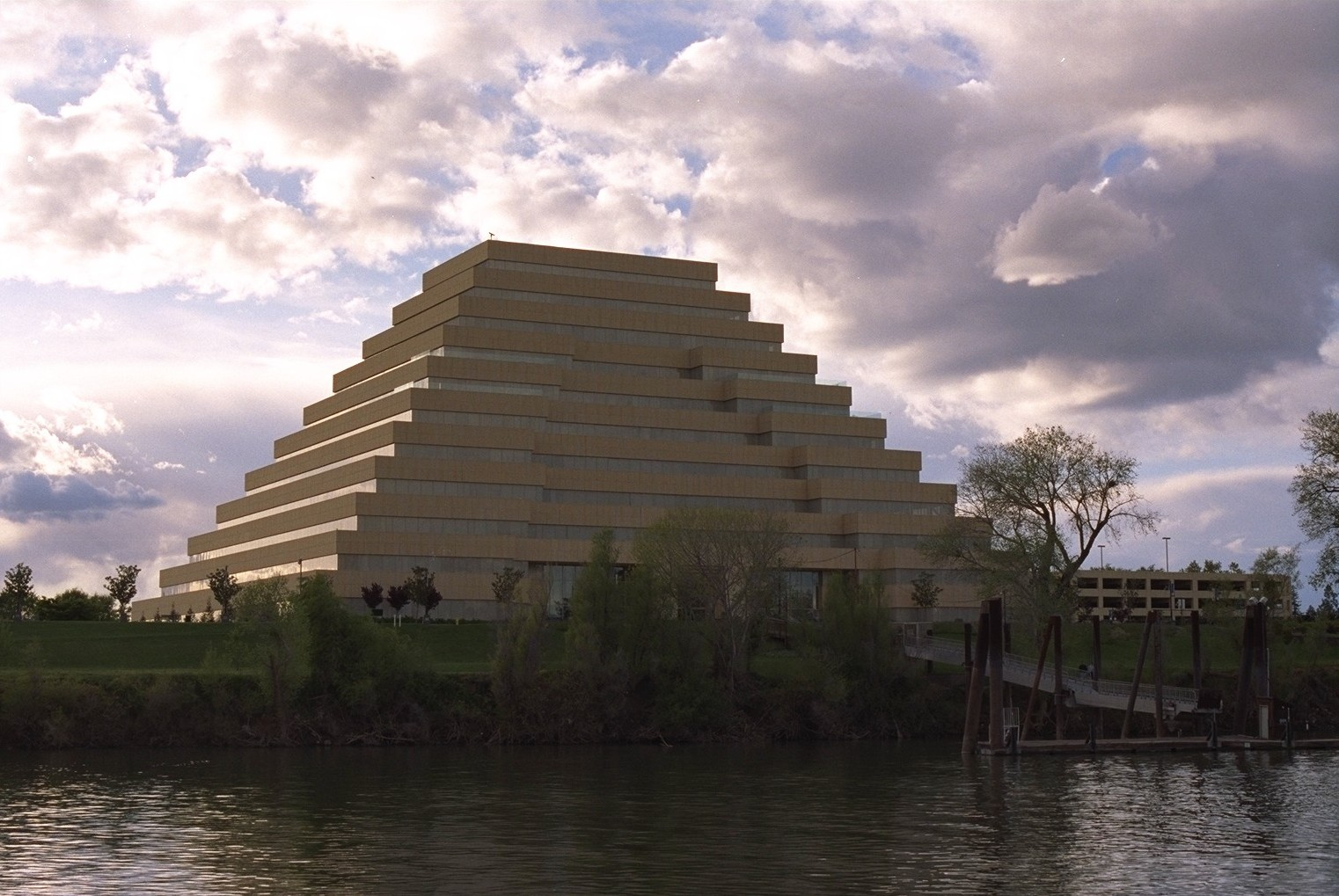
Edificio Ziggurat, West Sacramento, antigua casa de The Money Store

Turtletaub trabajó durante 20 años en The Money Store, empresa fundada por su padre, Alan Turtletaub, en 1967. The Money Store fue pionera en la industria de préstamos de alto riesgo, otorgando segundas hipotecas garantizadas con garantía hipotecaria y otros préstamos a personas con problemas de crédito. Turtletaub sucedió a su padre como director ejecutivo y presidente en 1989, e hizo pública la empresa en 1991 y luego la vendió en junio de 1998 a First Union Bank por 2100 millones de dólares. Durante su mandato, el crecimiento de la empresa de préstamos impulsada por la publicidad fue fenomenal y "había sido bastante rentable para la familia Turtletaub". En el momento de la venta, los ingresos eran de 831 millones de dólares al año, las originaciones de préstamos superaban los 1.000 millones de dólares por trimestre, había 172 sucursales y 5000 empleados; fue el quinto prestamista de alto riesgo más grande del país y el principal prestamista de la Agencia Federal de Pequeños Negocios de Estados Unidos y con garantía hipotecaria. Turtletaub había construido una sede de 400 000 pies cuadrados (3 716 120 dm²) en forma de zigurat en West Sacramento, lo que provocó un renacimiento en la zona. Se suscribió a los antiguos principios del feng shui, una práctica geométrica china; con el arquitecto Ed Kado, incorporó estas características en el diseño de este "monumento único". La necesidad de un "bolsillo profundo" había llevado a la fusión; las agencias calificadoras de bonos habían degradado The Money Store al estado de bonos basura. Un día después de la fusión tenía una calificación sólida. "Ahora nos beneficiaremos de la calificación de la empresa matriz. Vamos a estar en el asiento del conductor", dijo Turtletaub. First Union tuvo problemas para integrar adquisiciones, y The Money Store no prosperó después de la fusión. En el momento de la grave crisis de liquidez de agosto de 1998, la industria de las hipotecas de alto riesgo implosionó. La principal fuente de fondos para reponer capital y refinanciar nuevos préstamos, la titulización, se secó. Además, la empresa matriz renovó muchos de los programas publicitarios que habían hecho que la empresa tuviera tanto éxito anteriormente; pronto se describió a Money Store como apenas existente en la forma en que se compró. Turtletaub renunció como presidente y director ejecutivo en mayo de 1999. En octubre de 1999, el trato fue llamado un "desastre" para First Union. First Union, preparándose para una fusión de Wachovia, dividió The Money Store en cuatro divisiones y transfirió los préstamos incobrables con garantía hipotecaria de First Union a la división con garantía hipotecaria de The Money Store. First Union contrató a la división de préstamos para estudiantes, Educaid, y la división de préstamos de la SBA.
Turtletaub fue un "donante generoso" de los funcionarios electos a nivel federal; amigo del presidente Bill Clinton (FOB), durmió en el Lincoln Bedroom, y tuvo una "visita de café" privada con el presidente Clinton y el senador Chris Dodd, entonces presidente del Comité Bancario del Senado. El uso de donaciones políticas y cabilderos por parte de The Money Store se describió como el "ejemplo clásico de la interacción del dinero, la política y la regulación". Los competidores sintieron que The Money Store recibió un trato más favorable debido a su influencia política, con acusaciones de que los fallos federales a su favor estaban "políticamente arreglados".
The Money Store se cerró en julio de 2000, con una pérdida de 1,7 mil millones de dólares para First Union Bank Corp.

## Productor
Con una ganancia de $700 millones por la venta de The Money Store, Turtletaub decidió ingresar al negocio del cine. Se describe a sí mismo como un hijo de la contracultura y solo quiere hacer películas que le apasionen y que tengan redención, algo más que entretenimiento. Quiere tocar y cambiar a la gente y usar su dinero, a través del cine, para hacer el bien. Busca películas que tengan "algo que me toque el corazón", que tengan una voz poderosa, iluminen la condición humana y las conexiones emocionales, y que de alguna manera afirmen la vida o la revelen. Prefiere a los guionistas y directores que están haciendo sus primeras películas, ya que busca una perspectiva fresca. El enfoque de Turtletaub hacia la realización de películas ha sido descrito como siempre "más idealista que oportunista". Antes de ingresar al mundo del cine, Turtletaub pasó casi un año conociendo gente de la industria cinematográfica. Usó los instintos que desarrolló como reportero para hacer preguntas y aprender el oficio de hacer cine. En 2000 se asoció con el productor David Friendly, formando Deep River Productions. El plan original era usar los recursos de Turtletaub para comprar material para desarrollar y luego llevar las propiedades a los estudios para la producción. Este modus operandi se ha llamado "una receta para el desastre" y en 2005 se había reducido y se alejó de esta estrategia después de una ola de gastos inicial. Varias películas fueron producidas por Deep River, sobre todo Little Miss Sunshine, nominada al Premio Óscar en 2006 a la mejor película. Turtletaub originalmente compró el guion repetidamente rechazado de Michael Arndt por 250 000 dólares, lo recompró dos años más tarde por 400 000 dólares y luego pagó los costos de producción de 8 millones de dólares. La película fue un éxito de taquilla y fue aclamada por la crítica. Friendly y Turtletaub se separaron después de seis años. Se unió a Peter Saraf en 2004 para formar Big Beach Films, y Turtletaub se dio cuenta de la "necesidad de especializarse". Se describe a sí mismo y a Saraf como productores creativos, involucrados en todas las etapas de la realización de la película, desde la idea original hasta el proceso de edición. Han producido más de 20 películas y son más conocidos por películas de comedia dramática de bajo presupuesto, como Little Miss Sunshine y Safety Not Guaranteed. Safety Not Guaranteed ha sido calificada como "una de las películas más influyentes de la última década". Realizado en 2012 con un director y escritor primerizo y con un costo de menos de un millón de dólares, este indie impulsado por personajes llamó la atención de Netflix, presagiando el papel del streaming en la creación y distribución de películas. Turtletaub produjo la revelación de Sundance de 2019, The Farewell, protagonizada por Awkwafina. Con un éxito crítico y financiero, The Farewell ha sido calificads como un trabajo innovador por llevar una narrativa asiático-estadounidense de amplia base a Hollywood, lo que permite a los miembros de la comunidad "ver sus propias experiencias y sus propias historias en la pantalla." Otro estreno de 2019 fue la película biográfica de Marielle Heller A Beautiful Day in the Neighborhood, con Tom Hanks interpretando al Sr. Rogers. El drama se estrenó en el Festival Internacional de Cine de Toronto de 2019; había llegado a la Lista Negra de 2013 de los mejores guiones no producidos. La historia de un hombre dedicado a la bondad radical ha sido vista como una película políticamente mordaz en la era Trump. Estos dos estrenos de 2019 se han descrito como humanistas y afirmadores de vida. The Farewell ganó el Premio Spirit 2019 a la mejor película independiente; y las dos películas fueron nominadas a un total de tres Premios Globo de Oro y un Premio Óscar. Turtletaub comentó: "Tenemos un gusto específico. La gente quiere ver historias que toquen su corazón. Eso es difícil de definir.” Las producciones documentales incluyen Seed: The Untold Story, que le valió una nominación al Emmy por Mejor documental sobre la naturaleza; 17 Blocks de Sheila Nevins y Davy Rothbart, ganadora de múltiples premios en festivales de cine; y, una cinta de Led Zeppelin aún sin título, contada con sus propias voces por primera vez.
En 2014, Turtletaub inició una división de televisión, Big Beach TV, que trabaja en estrecha colaboración con su filial de Los Ángeles, Beachside, centrándose en producciones de micropresupuesto y contenido digital. A través de Big Beach TV, Turtletaub ha producido el drama de Starz Vida y el "absorbente" Sorry for Your Loss de Elizabeth Olsen. Vida ha sido descrita como innovadora; tiene la primera sala de escritores latinos en la televisión, con varios escritores queer y todos menos uno que se identifican como mujeres. Ha creado "un espacio seguro para historias sobre latinos y la libertad de identidad sexual". Un éxito de crítica y audiencia, ha permitido que las "comunidades mexicanas en Estados Unidos y queer se sientan reconocidas de una manera que la gran mayoría de la televisión no se siente". En 2021 Vida recibió una nominación al Premio Imagen a Mejor Programa en Horario Estelar – Comedia. Turtletaub fue productor ejecutivo de la versión filmada de la obra de Broadway What the Constitution Means to Me, ganadora del premio Obie y New York Drama Critics' Circle, protagonizada por Heidi Schreck. Comenzó a transmitirse en Amazon Prime el 16 de octubre de 2020. La producción ha sido descrita como una "alerta intermitente de catástrofe". En 2021, Turtletaub, junto con Alex Turtletaub y Saraf, fue productor ejecutivo de la serie documental de HBO nominada al premio IDA Nuclear Family; Big Beach fue una de las productoras.
En febrero de 2022, Big Beach cerró su oficina de Nueva York y despidió a un número desconocido de personal, incluso del sitio con sede en Los Ángeles. Saraf ya se había ido "en silencio" de Big Beach en 2021. Los cortes se han descrito como una señal de la dificultad que enfrentan los cineastas independientes, "incluso aquellos con pedigrí de premios y décadas de supervivencia".
Su debut como productor teatral fue en 2009, con la obra off-Broadway Sleepwalk with Me. Las producciones de Broadway incluyen los revivals de Of Mice and Men, Sylvia, Burn This (2019) y Las amistades peligrosas.

## Director
Turtletaub es director de tres películas. En 2011 dirigió Gods Behaving Badly, una adaptación cinematográfica de la novela satírica de 2007 del mismo nombre. La película nunca se estrenó, y se proyectó solo una vez, en el Festival de Cine de Roma de 2013, donde recibió críticas negativas. Dirigió la película Puzzle de 2018, una nueva versión en inglés de la película argentina del 2010. Descrita como una película encantadora y gentil, recibió críticas generalmente positivas con una calificación de Rotten Tomatoes del 83%. Se le atribuye haber "roto un techo de cristal" cuando tenía a un indio asiático, Irfan Khan, como protagonista romántico en una película estadounidense. Puzzle fue elegida para abrir el Festival Internacional de Cine de Edimburgo de 2018. Este fue el último papel de Khan en una película estadounidense, ya que el aclamado actor murió poco después. Turtletaub se sintió motivado a dirigir Puzzle por un motivo personal. Puzzle estaba dedicada a su madre, Beatrice Ann Turtletaub.
"Es una historia sobre una mujer que es madre y esposa que vive en los suburbios de Connecticut, adorando a su esposo y sus hijos. Y yo conocía a esa mujer, era mi madre. Crecí en los suburbios de Nueva Jersey y ella nos adoraba a mi papá ya mí. Cuando leí [el guión], sentí que era una historia que podía contar".
Dirigió (y produjo) Jules, una película protagonizada por Ben Kingsley y Jane Curtin. La filmación comenzó el 10 de septiembre de 2021 en Boonton, Nueva Jersey . Se trata de un visitante inusual en un pequeño pueblo del oeste de Pensilvania. La película tuvo su estreno mundial en el Festival Internacional de Cine de Sonoma 2023 en marzo de 2023. Fue la película de la noche de apertura y ganó el premio Stolman del público a la mejor película. Bleecker Street estrenó la película en los cines el 11 de agosto de 2023.
Marie Phillips, la autora de la novela Gods Behaving Badly, describió a Turtletaub en el set como genial, afable y amistoso. Su estilo es radical y único; no hace ensayos y permite que los "actores traigan lo que puedan traer". Solo hace unas pocas tomas, a lo sumo, que siente que permiten "que entre algo nuevo", no necesariamente su visión original.

## Vida personal
Turtletaub tiene dos hijos y está casado con Maureen Curran-Turtletaub, educadora del movimiento durante más de 30 años y fundadora y directora de El movimiento como camino para la transformación. Descritos como "destacados filántropos de Sacramento", establecieron Meristem en 2015 en 13 acres "bucólicos" cerca del Río de los Americanos Asociado con una escuela de formación de profesores e inspirado por y utilizando la filosofía de educación de "arte y tierra" de John Ruskin, Meristem educa a adultos jóvenes con TEA y otras diferencias de desarrollo, orientándolos para que tengan un mejor éxito como adultos en una sociedad posindustrial en evolución. Se ha mantenido políticamente activo desde que dejó The Money Store. Ha apoyado a candidatos demócratas en muchos niveles de cargos, desde municipales hasta federales. Además de Sacramento, desde 2000, Turtletaub ha tenido residencias en Los Ángeles, West Village, Isla Orcas, y Makena, Hawái.

## Filmografía
Fue productor en todas las películas a menos que se indique lo contrario.

### Películas
| Año  | Película                            | Créditos            |
| ---- | ----------------------------------- | ------------------- |
| 2004 | Laws of Attraction                  |                     |
| 2005 | Duane Hopwood                       |                     |
| 2005 | The Honeymooners                    |                     |
| 2005 | Everything Is Illuminated           |                     |
| 2006 | Little Miss Sunshine                |                     |
| 2006 | Sherrybaby                          |                     |
| 2007 | Chop Shop                           |                     |
| 2008 | Sunshine Cleaning                   |                     |
| 2008 | Is Anybody There?                   |                     |
| 2009 | Away We Go                          |                     |
| 2010 | Jack Goes Boating                   |                     |
| 2011 | Our Idiot Brother                   |                     |
| 2012 | Safety Not Guaranteed               |                     |
| 2013 | Gods Behaving Badly                 |                     |
| 2015 | Más fuerte que las bombas           |                     |
| 2015 | Me Him Her                          |                     |
| 2015 | 3 Generations                       |                     |
| 2016 | Loving                              |                     |
| 2018 | Colmillo blanco                     |                     |
| 2018 | Puzzle                              |                     |
| 2019 | The Farewell                        |                     |
| 2019 | A Beautiful Day in the Neighborhood |                     |
| 2020 | What the Constitution Means to Me   | Productor ejecutivo |
| 2021 | Land                                | Productor ejecutivo |
| 2023 | Jules                               |                     |

Como director
| Año  | Película            |
| ---- | ------------------- |
| 2013 | Gods Behaving Badly |
| 2018 | Puzzle              |
| 2023 | Jules               |

Como escritor
| Año  | Película            |
| ---- | ------------------- |
| 2013 | Gods Behaving Badly |

Como actor
| Año  | Película             | Papel        |
| ---- | -------------------- | ------------ |
| 2004 | Laws of Attraction   | Juez Withers |
| 2006 | Little Miss Sunshine | Doctor #1    |

Agradecimientos
| Año  | Película            | Papel                               |
| ---- | ------------------- | ----------------------------------- |
| 2012 | Sleepwalk with Me   | Los cineastas quisieran agradecer a |
| 2016 | Morris from America | Agradecimientos especiales          |
| 2018 | Maine               | Agradecimientos especiales          |

### Televisión
| Año     | Título              | Créditos            | Notas      |
| ------- | ------------------- | ------------------- | ---------- |
| 2018    | Vida                | Productor ejecutivo |            |
| 2018−19 | Sorry for Your Loss | Productor ejecutivo |            |
| 2021    | Nuclear Family      | Productor ejecutivo | Documental |

## Premios y nominaciones
Premios Óscar
| Año  | Categoría      | Película             | Resultado |
| ---- | -------------- | -------------------- | --------- |
| 2007 | Mejor película | Little Miss Sunshine | Nominado  |